# Pierre de Bérulle
Pour les articles homonymes, voir Bérulle (homonymie).
Pierre de Bérulle, né le 4 février 1575 à Cérilly et mort le 2 octobre 1629 à Paris, est un homme d'Église et homme d'État français. Créé cardinal par le pape Urbain  VIII le 30 août 1627, ce représentant majeur de l'École française de spiritualité est le fondateur de la Société de l'Oratoire.

## Biographie

### Origine et formation
Pierre de Bérulle naît au château de Cérilly (aujourd'hui dans l'Yonne) à côté du village de Bérulle, (aujourd'hui dans l'Aube), près d'Aix-en-Othe. Il étudie auprès des jésuites et à l'Université de Paris et, encore jeune, il écrit un Discours sur l'abnégation intérieure. Il est ordonné en 1599.
En 1600, il est remarqué par Henri IV lors de la controverse publique de Fontainebleau : il aide le cardinal Duperron dans ses entrevues avec les protestants (dont Philippe de Mornay). En 1602, il fait la rencontre de François de Sales.

### Les Carmélites réformées et la Société de l'Oratoire
Il introduit en 1604 en France les carmélites réformées par Thérèse d'Avila, indépendamment de l'ordre des Carmes déchaux. Il fonde avec Barbe Acarie leur premier couvent, le couvent des Carmélites du faubourg Saint-Jacques.
Il est surtout à l'origine de la Société de l'Oratoire qu'il crée en France le 11 novembre 1611 sur le modèle de la Congrégation de l'oratoire formée en 1575 à Rome par Philippe Néri. Eu égard aux différences de temps et de lieu, la congrégation française diffère de l'Oratoire italien sur quelques points importants. « La grande intuition de Bérulle, formé auprès des chartreux et des jésuites, est de proposer aux prêtres séculiers les moyens d'une authentique vie spirituelle. A leur tour, ils pourront guider le peuple chrétien. ». Ainsi naît l'idée originale de l'Oratoire : une congrégation de prêtres vivant en commun, devant « tendre courageusement à la perfection de la vie évangélique », mais sans prononcer de vœux solennels, au service des évêques.
En l'espace de 18 ans, Bérulle fonde 60 maisons de l'Oratoire et 40 carmels. Les oratoriens français participent ainsi activement à la réforme du clergé au XVIIe siècle. Le jésuite Coton disait de cette congrégation qu'elle était « nécessaire pour l'Église » et François de Sales a déclaré de son côté qu'il ne connaissait « rien de plus saint et de plus utile pour l'Église et pour Dieu ».

### Cardinal et homme d’État

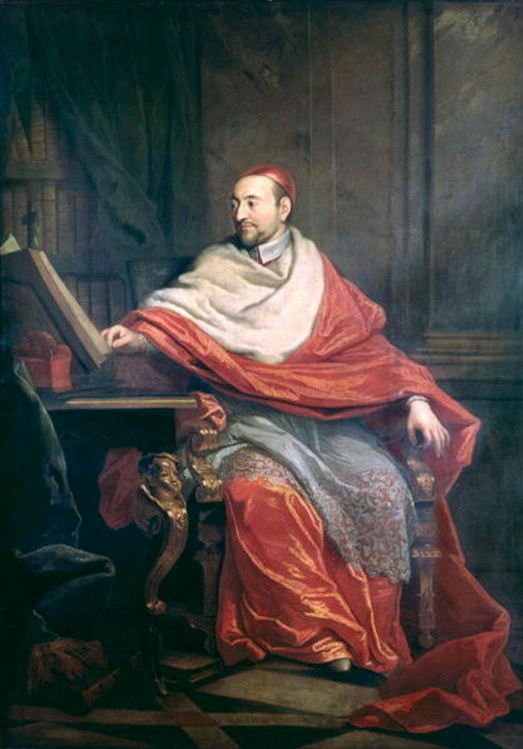
Portrait du cardinal de Bérulle, par Philippe de Champaigne.

En 1625, Bérulle accompagne en Angleterre Henriette-Marie de France, fille du roi Henri IV, qui va se marier avec Charles Ier d'Angleterre, et est son aumônier pendant la première année de son séjour en Angleterre. En 1627 il est créé cardinal, dignité qu'il aurait refusée sans l'ordre exprès que lui fait le pape de l'accepter. Il reçoit du pape Urbain VIII le bref apostolique du 8 novembre 1627 ordonnant de rattacher la Société de Bretagne à la congrégation de Saint-Maur, sur la demande du nonce Bernardino Spada.
Bérulle joue également un rôle important comme homme d'État en devenant chef du Conseil de la reine mère Marie de Médicis. Il est en outre l'un des membres influents du parti dévot, ce qui lui vaut l'inimitié du cardinal de Richelieu. Après qu'il a réconcilié Louis XIII avec sa mère Marie de Médicis, il est nommé conseiller d'État, mais en raison de sa politique favorable à l'Autriche et opposée à celle de Richelieu, celui-ci l'écarte rapidement du pouvoir. En 1630, le parti dévot disparaîtra à la suite de la Journée des dupes.
En novembre 1627, lors d'une conférence chez le nonce Giovanni Francesco Guidi di Bagno donnée par le sieur de Chandoux, Bérulle fait à Descartes une obligation de conscience de contribuer à la réforme de la philosophie et à l'apologétique.

### Mort et postérité

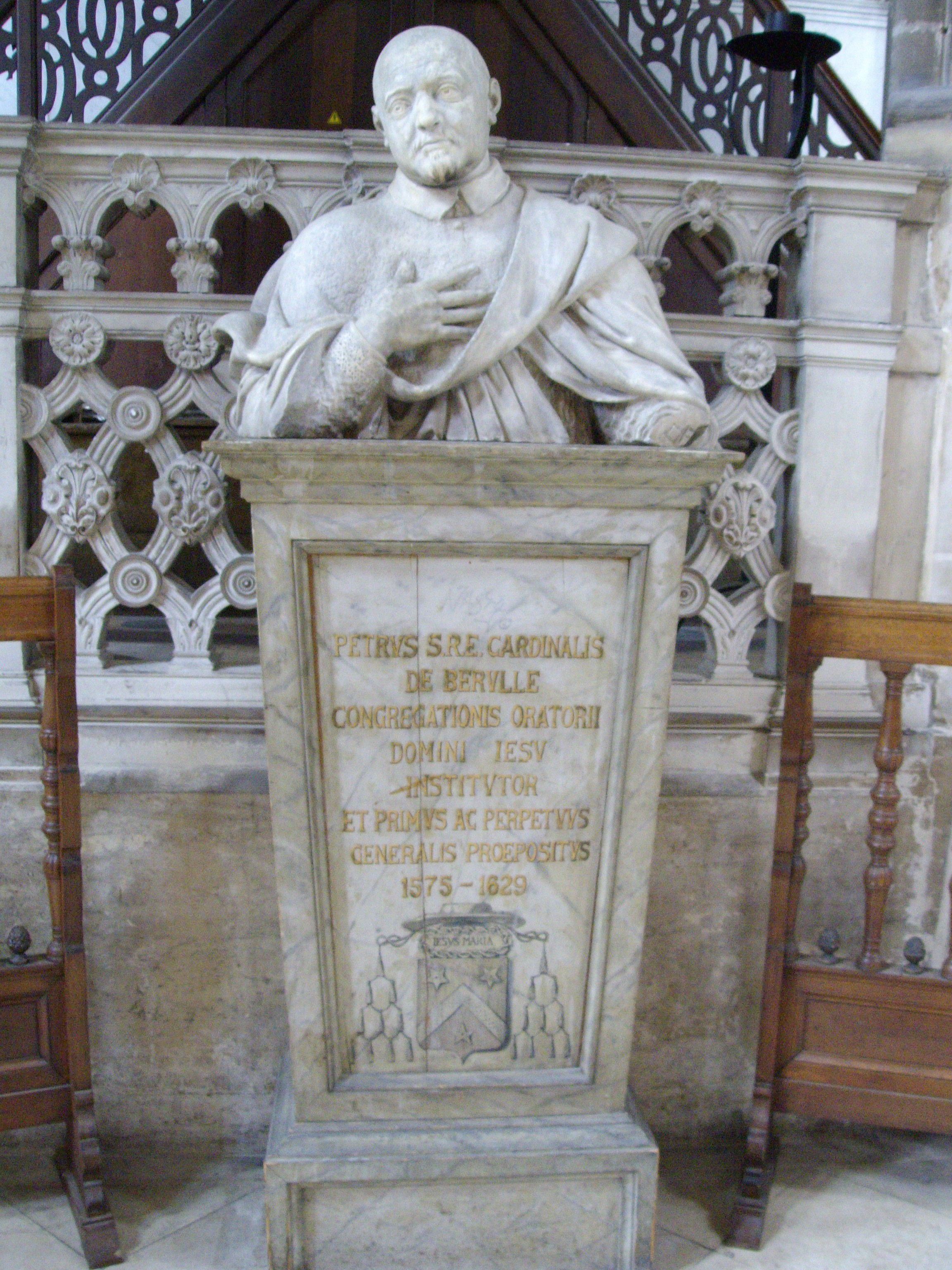
Buste de Bérulle, autrefois à l'Oratoire du Louvre, aujourd'hui à l' église Saint-Eustache de Paris.

Pierre de Bérulle meurt subitement en célébrant la messe, le 2 octobre 1629, âgé de 54 ans. Son cœur est inhumé à part, dans la chapelle Sainte-Madeleine du couvent des Carmélites du faubourg Saint-Jacques - le cénotaphe est aujourd'hui au musée du Louvre-Lens. Son corps trouve place dans la chapelle à gauche du chœur de la l'église royale de l'Oratoire du Louvre, face au palais du Louvre et siège de la Congrégation de l'Oratoire.
Saccagée à la Révolution, l'église est désaffectée, utilisée comme magasin de stockage des décors de la Comédie-Française, puis donnée aux protestants réformés par Napoléon Ier en 1811, en dédommagement de l'église Saint-Louis-du-Louvre. Une frise est toujours en place dans le temple, derrière les stalles, et le buste du monument se trouve aujourd'hui dans le déambulatoire de l'église Saint-Eustache de Paris, nouveau siège de la congrégation depuis 1922,.
Depuis 1955, ses restes sont inhumés dans la chapelle du collège de Juilly (collège oratorien) avec Charles de Condren, son successeur et fondateur de cet établissement.

## Spiritualité
Pierre de Bérulle occupe dans l'histoire de la spiritualité une place majeure qui va imprégner l'Église de France au XVIIe siècle et au-delà. La mystique est alors très abstraite : « Il s'agit de se plonger en Dieu mais on ne sait pas toujours s'il s'agit du Dieu de Jésus-Christ ou d'une divinité abstraite. Or Berulle va remettre le Christ au centre avec l'idée de l'incarnation continuée. La Mission de l'Église doit être de prolonger cette incarnation ». Le pape voit en lui l'« Apôtre du Verbe incarné ».

« L'homme est un miracle d'une part et un néant de l'autre . Car l'homme est composé de pièces toutes différentes. Il est miracle d'une part et un néant de l'autre. Il est céleste d'une part et terrestre de l'autre. Il est spirituel d'une part et corporel de l'autre. C'est un ange, c'est un animal ;  c'est un néant, c'est un miracle ; c'est un centre, c'est un monde, c'est un dieu. C'est un néant environné de Dieu, indigent de Dieu, capable de Dieu et rempli de Dieu, s'il veut. »

« Nous devons regarder notre être comme un être manqué (au sens d'incomplet) et imparfait, comme un vide qui a besoin d'être rempli, comme une partie qui a besoin d'être accomplie, comme une table d'attente (au sens d'un bloc de pierre grossièrement sculpté) qui attend l'accomplissement de celui qui l'a faite, comme une couche première en la main d'un excellent peintre, qui attend les vives et dernières couleurs. Et nous devons regarder Jésus comme notre accomplissement. Car il l'est et le veut être, comme le Verbe est l'accomplissement de la nature humaine qui subsiste en lui. »

En 1607, année décisive pour son avenir, Bérulle refuse le préceptorat du dauphin et se consacre à la personne du Verbe incarné, selon son expression. Cela aboutit à la rédaction du Discours de l'Estat et des grandeurs de Jésus en 1623 qui est la somme de ses contemplations mystiques, reliant l'humanité du Christ à l'être essentiel de Dieu.
On reconnaît en lui l'initiateur de ce que l'on a appelé « l'École française de spiritualité », qui a durablement marqué le clergé français, à travers de nombreuses familles religieuses : Oratoriens, Eudistes, Sulpiciens, Lazaristes...
Pierre de Bérulle, selon Louis-Marie Grignion de Montfort, étendit en France la dévotion à Marie.

## Œuvre littéraire

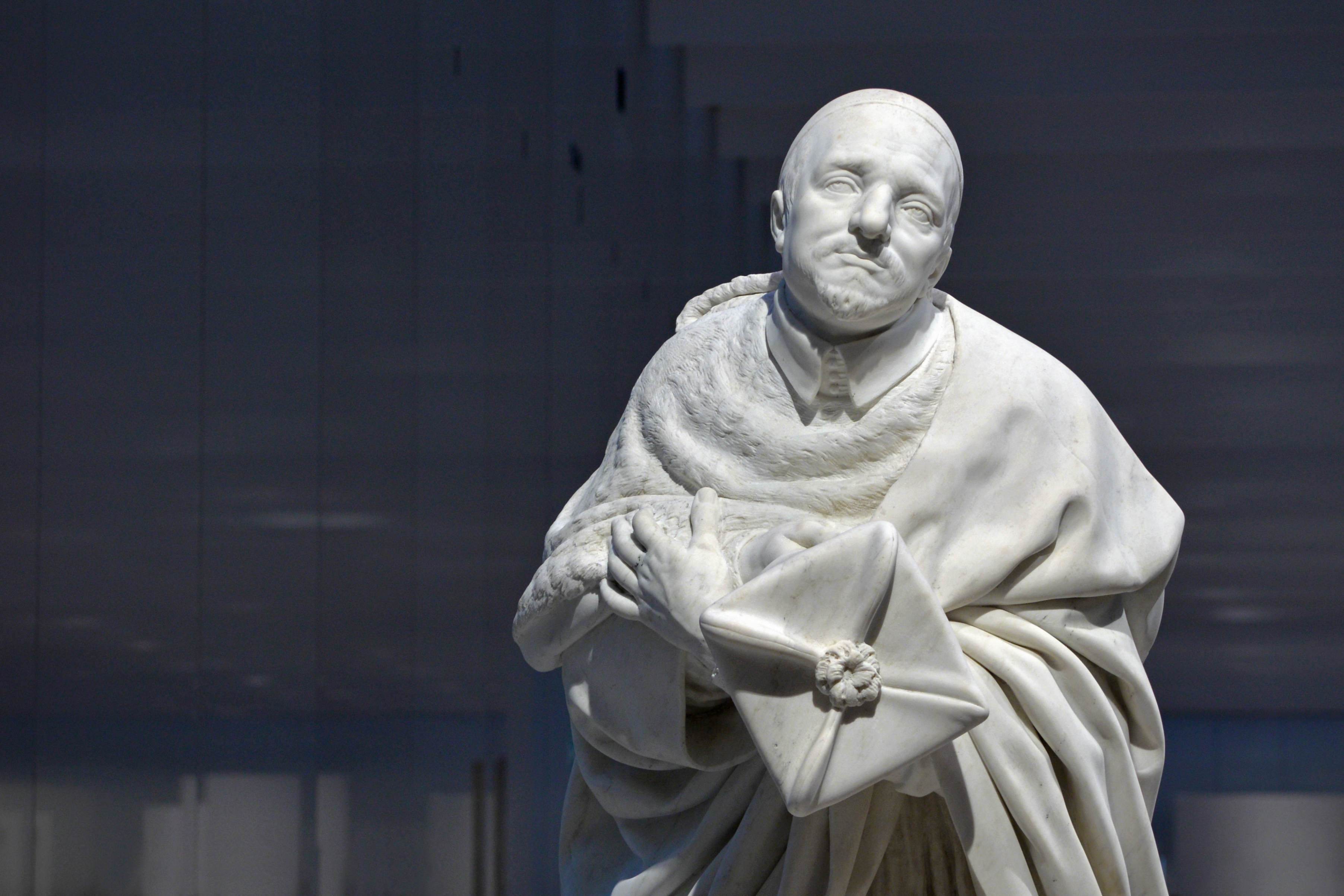
Cénotaphe de Pierre de Bérulle, Musée du Louvre.

Il compose de nombreux ouvrages, dont les plus connus sont «Le Discours de l'état et des grandeurs de Jésus», «La vie de Jésus» (inachevé), «Mémorial de direction», «L'élévation sur Sainte Madeleine». Mais ses œuvres - en raison de leur style baroque, trop complexe, flamboyant, difficile d'accès - n'ont pas le même succès que celles de son contemporain François de Sales, plus simple et plus proche de la langue classique.
L'édition critique de ses œuvres complètes est en cours. Huit volumes, contenant toutes ses œuvres, ainsi que deux volumes sur cinq de sa correspondance, sont maintenant disponibles aux éditions du Cerf.
- Œuvres complètes : Discours de l'état et des grandeurs de Jésus, Les éditions du Cerf, 1996, 511 p. (ISBN 978-2-2040-5518-5)
- Pierre de Bérulle - Œuvres complètes II : 6 Courts traités, Les éditions du Cerf, 1998, 462 p. (ISBN 978-2-2040-5912-1)
- Œuvres complètes : Tome 10 Correspondance, Les éditions du Cerf, 2010, 517 p. (ISBN 978-2-2040-8949-4)
- Œuvres complètes de Pierre de Bérulle (Éd.1856), Hachette Livre BNF, 2012, 937 p. (ISBN 978-2-0125-9448-7)
- La vie de Jésus, Cerf, 1989[14].

## Conversion
- Le journaliste Maurice Clavel dut sa conversion à la lecture du livre de Paul Cochois[15] Bérulle et l'École française (Seuil, 1963) (ASIN B015YMFYY0)[16].

## Annexes

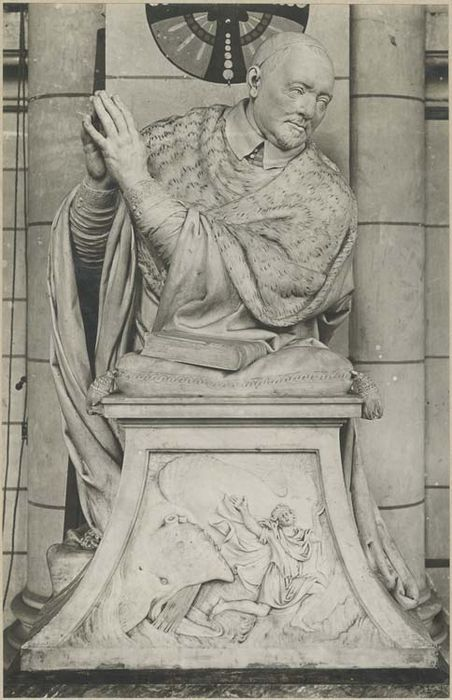
Statue de Pierre de Bérulle (XVIIe siècle), collège de Juilly.